# Biarrotte
Biarrotte (gaskonsko Biarròta) je naselje in občina v francoskem departmaju Landes regije Akvitanije. Naselje je leta 2009 imelo 246 prebivalcev.

## Geografija
Kraj leži v pokrajini Gaskonji 31 km jugozahodno od Daxa, 20 km severovzhodno od Bayonna.

## Uprava
Občina Biarrotte skupaj s sosednjimi občinami Biaudos, Ondres, Saint-André-de-Seignanx, Saint-Barthélemy, Saint-Laurent-de-Gosse, Saint-Martin-de-Seignanx in Tarnos sestavlja kanton Saint-Martin-de-Seignanx s sedežem v Saint-Martinu. Kanton je sestavni del okrožja Dax.

## Zanimivosti
- cerkev sv. Štefana;